# Port lotniczy Szanghaj-Hongqiao

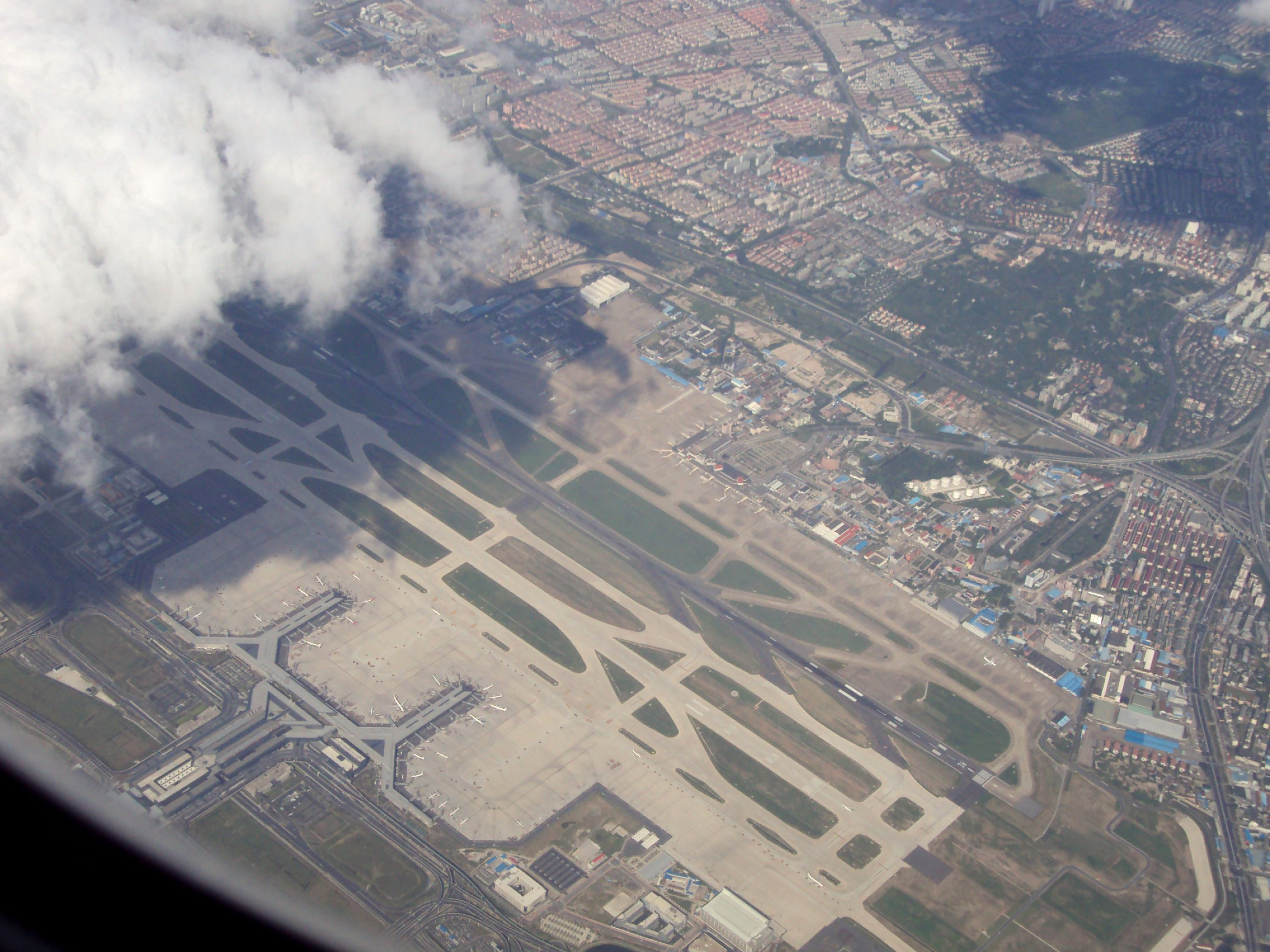
Port lotniczy widziany z samolotu

Port lotniczy Szanghaj-Hongqiao – port lotniczy położony 13 km na południowy zachód od centrum Szanghaju. Jest drugim portem lotniczym obsługującym to miasto (po porcie lotniczym Pudong).

## Linie lotnicze i połączenia
| Linia Lotnicza          | Kierunek |
| ----------------------- | --- |
| Air China               | 1. Pekin 2. Pekin-Daxing 3. Chengdu-Shuangliu 4. Chongqing 5. Guangzhou 6. Tajpej-Songshan 7. Tiencin |
| Air Macau               | 1. Makau |
| All Nippon Airways      | 1. Tokio-Haneda |
| Asiana Airlines         | 1. Seul-Gimpo |
| Cathay Pacific          | 1. Hongkong |
| Chengdu Airlines        | 1. Chengdu-Shuangliu 2. Yueyang |
| China Airlines          | 1. Tajpej-Songshan |
| China Eastern Airlines  | 1. Pekin 2. Pekin-Daxing 3. Cangyuan 4. Changchun 5. Changsha 6. Chengdu-Shuangliu 7. Chengdu-Tianfu 8. Chongqing 9. Dali 10. Daqing 11. Diqing 12. Enshi 13. Fuzhou 14. Ganzhou 15. Guangzhou 16. Guiyang 17. Harbin 18. Hulun Buir 19. Hohhot 20. Hongkong 21. Jiayuguan 22. Jinan 23. Kaszgar 24. Kunming 25. Lanzhou 26. Lhasa 27. Lijiang 28. Liuzhou 29. Luoyang 30. Makau 31. Mang 32. Mudanjiang 33. Nanchang 34. Ordos 35. Qingdao 36. Seul-Gimpo 37. Shenyang 38. Shenzhen 39. Tajpej-Songshan 40. Taiyuan 41. Tengchong 42. Tiencin 43. Tokio-Haneda 44. Ulanhot 45. Urumczi 46. Weihai 47. Wenshan 48. Wuhai 49. Wuhan 50. Wuyishan 51. Xiamen 52. Xi’an 53. Xining 54. Xinyang 55. Yancheng 56. Yanji 57. Yantai 58. Yinchuan 59. Zhengzhou |
| China Southern Airlines | 1. Pekin-Daxing 2. Guangzhou 3. Guiyang 4. Kaszgar 5. Nanning 6. Shenzhen 7. Urumczi 8. Zhengzhou |
| China United Airlines   | 1. Pekin-Daxing 2. Foshan |
| EVA Air                 | 1. Tajpej-Songshan |
| Hainan Airlines         | 1. Pekin 2. Guangzhou 3. Haikou 4. Urumczi |
| Hebei Airlines          | 1. Shijiazhuang |
| Hong Kong Airlines      | 1. Hongkong |
| Japan Airlines          | 1. Tokio-Haneda |
| Juneyao Airlines        | 1. Pekin-Daxing 2. Changsha 3. Chengdu-Tianfu 4. Chizhou 5. Chongqing 6. Guangzhou 7. Guiyang 8. Haikou 9. Kunming 10. Lanzhou 11. Sanya 12. Seul-Gimpo 13. Shenzhen 14. Urumczi 15. Wuhan 16. Xiamen 17. Xi’an 18. Xiangyang 19. Zhuhai |
| Korean Air              | 1. Seul-Gimpo |
| Lucky Air               | 1. Kunming |
| Shandong Airlines       | 1. Chongqing 2. Jinan 3. Qingdao 4. Xiamen 5. Yantai 6. Zhuhai |
| Shanghai Airlines       | 1. Beihai 2. Pekin-Daxing 3. Changsha 4. Chengdu-Shuangliu 5. Chongqing 6. Fuyang 7. Fuzhou 8. Guangzhou 9. Guilin 10. Guiyang 11. Haikou 12. Hulun Buir 13. Hohhot 14. Hongkong 15. Jiamusi 16. Jieyang 17. Jinggangshan 18. Jixi 19. Kunming 20. Lanzhou 21. Linyi 22. Makau 23. Nanchang 24. Nanning 25. Qingdao 26. Qiqihar 27. Sanya 28. Seul-Gimpo 29. Shenyang 30. Shenzhen 31. Tajpej-Songshan 32. Taiyuan 33. Tiencin 34. Tokio-Haneda 35. Urumczi 36. Wuhan 37. Xiamen 38. Xi’an 39. Xishuangbanna 40. Yantai 41. Zhengzhou 42. Zhuhai |
| Shenzhen Airlines       | 1. Guangzhou 2. Jingdezhen 3. Shenzhen |
| Spring Airlines         | 1. Changde 2. Chengdu-Tianfu 3. Chongqing 4. Dongying 5. Dunhuang 6. Guangzhou 7. Guiyang 8. Hengyang 9. Jieyang 10. Kunming 11. Lanzhou 12. Mianyang 13. Qingdao 14. Qingyang 15. Quanzhou 16. Shenzhen 17. Shijiazhuang 18. Urumczi 19. Xiamen 20. Xi’an 21. Yinchuan 22. Zhangjiakou |
| Tianjin Airlines        | 1. Tiencin |
| Tibet Airlines          | 1. Chengdu-Shuangliu 2. Lhasa |
| Xiamen Air              | 1. Changsha 2. Chongqing 3. Fuzhou 4. Luzhou 5. Quanzhou 6. Shenzhen 7. Tiencin 8. Xiamen 9. Yinchuan |